# Хамамет
 Тази статия е за града в Тунис.  За района вижте Хамамет (район).  
Хамамет (на арабски: الحمامات – Ал-Хамамат) е курортен град в Тунис, област Набил.

## География
Разположен е на брега на Средиземно море, в северния край на Хамаметския залив. Има население от 73 236 жители според преброяването от 2014 г.

## Курорт
Градът е притегателен център за туристи, привлечени от възможността за водни спортове и плуване.
Край него е изграден курорт, известен като Ясмин Хамамет (Yasmine Hammamet).